# Johan Sjöstrand

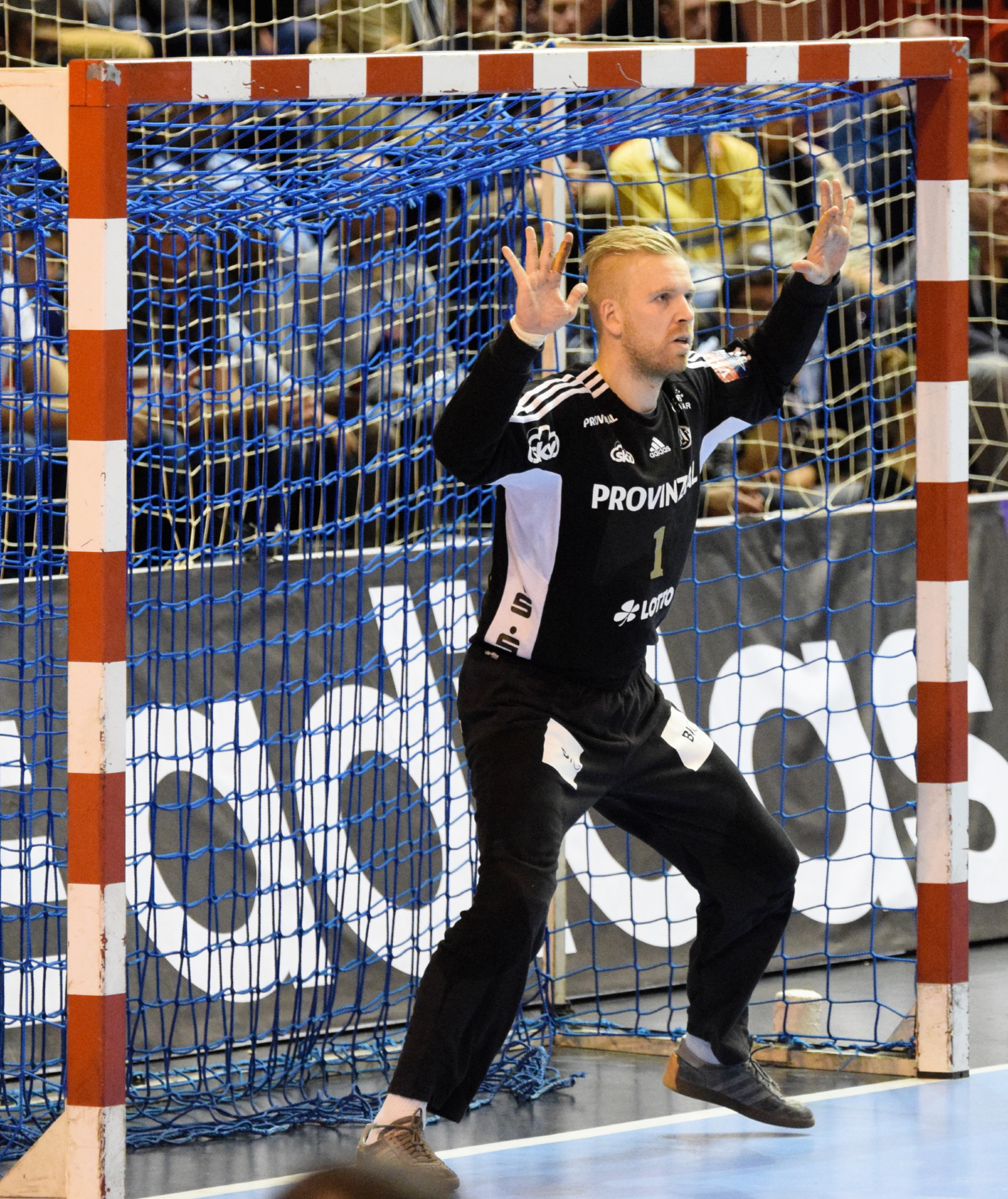
Johan Sjöstrand i THW Kiel, 2014.

Johan Charlie Sjöstrand, född 26 februari 1987 i Skövde i Skaraborgs län, är en tidigare svensk handbollsmålvakt. Han utsågs till Årets handbollsspelare i Sverige säsongen 2010/2011 och var med om att ta OS-silver 2012 i London.

## Handbollskarriär

### Klubblagsspel
Johan Sjöstrands moderklubb är HK Country, en klubb baserad i Stöpen någon mil från Skövde. 2003 gick han över till IFK Skövde och 2005 debuterade han i seniorlaget i elitserien. Inför säsongen 2009/2010 blev han utlandsproffs i tyska Bundesligaklubben SG Flensburg-Handewitt.
Sjöstrands tid i SG Flensburg-Handewitt blev kortvarig, bara en säsong. I juli 2010 skrev Sjöstrand på för FC Barcelona i Liga Asobal. Sjöstrand värvades för att ersätta den spanska målvaktslegendaren i Barcelona David Barrufet, som efter 22 år i klubben avslutade spelarkarriären. Första säsongen blev en succé, då FC Barcelona blev spanska mästare för första gången på fem år och dessutom vann Champions League. Det var en dubbel revansch, i och med att laget förlorat finalen föregående år mot THW Kiel och att årets finalmotstånd var den spanska rivalen BM Ciudad Real.
Sommaren 2012 värvades Sjöstrand till danska Aalborg Håndbold, där han förenades med svenskarna Johan Jakobsson, Niclas Barud och Jan Lennartsson. Första och enda säsongen i Aalborg resulterade i att de blev danska mästare efter finalseger mot KIF Kolding Köpenhamn. Därefter skrev han på för tyska THW Kiel inför säsongen 2013/2014.

### Landslagsspel
Sjöstrand ingick i U21-landslaget som vann VM-guld 2007 i Makedonien. Han blev där utsedd till turneringens bästa målvakt.
Under hösten 2008 debuterade Sjöstrand i A-landslaget i en EM-kvalmatch mot Polen i Lund. Följande år i januari mästerskapsdebuterade han vid VM 2009 i Kroatien. Han var även med i VM 2011 i Sverige och kom på 4:e plats efter att ha förlorat bronsmatchen mot Spanien.
Han tog silver med landslaget vid OS 2012 i London, hans främsta landslagsmerit. 2015 tackade han nej till landslaget och sa att han slutade i landslaget. Då hade han fyra landskamper kvar till att bli Stor Grabb.

## Meriter

### Klubblag
- Spansk mästare 2011 med FC Barcelona
- Champions League-mästare 2011 med FC Barcelona
- Dansk mästare 2013 med Aalborg Håndbold
- Tysk mästare 2014 och 2015 med THW Kiel

### Landslag
- Guld vid U21-VM 2007 (uttagen i all-star team, turneringens bästa målvakt)
- OS-silver 2012

### Individuellt
- Årets handbollsspelare i Sverige säsongen 2010/2011